# Whipping
«Whipping» es una canción del grupo de rock estadounidense Pearl Jam, que apareció en 1994 en su tercer álbum Vitalogy. La canción originalmente fue escrita durante las sesiones del grupo para su álbum anterior Vs., sin embargo el grupo decidió no incluirla en dicho álbum. Aun así, Pearl Jam la interpretó en los conciertos ofrecidos durante la gira promocional de Vs entre 1993 y 1994, antes de que fuera incluida en Vitalogy.

## Significado de la letra
«Whipping» contiene referencias en su letra al asesinato del Dr. David Gunn, físico originario de Florida, especialista en ginecobstetricia y que estaba a favor del aborto. De hecho, la letra de la canción en el arte del álbum está impresa sobre una copia de una petición hecha a Bill Clinton contra lo que ellos mencionan como asesinatos de las organizaciones a favor del aborto.